# Полиция Молдовы
Полиция Молдовы (рум. Poliția Republicii Moldova) — правоохранительный орган государственной власти, призванный на основе строгого соблюдения законов защищать жизнь, здоровье, права и свободы граждан, интересы общества и государства от преступных и иных противоправных посягательств. Составная часть министерства внутренних дел Республики Молдова.

## История
13 сентября 1990 г. Правительство Республики Молдова приняло Постановление № 321 «По поводу реформы органов МВД ССР Молдова», который предусматривал создание Департамента полиции и районных отделений полиции. Место милиции занимают новые органы внутренних дел — Полиция.
18 декабря 1990 года Парламент Республики Молдова принял Закон о полиции. Сразу после принятия Закона начался обширный процесс реструктуризации, модернизации и создания органов внутренних дел. Полиция Республики Молдова стала учреждением, основанным на демократических принципах, находящимся на службе граждан и призванным защищать фундаментальные ценности общества.
Несмотря на непростую общественно-политическую ситуацию, напряженность в регионе, вызванную приднестровским конфликтом, реформы в органах внутренних дел продолжались.
В результате международного сотрудничества были подписаны межправительственные соглашения между Республикой Молдова и государствами Центральной и Западной Европы, а также другими государствами региона.
27 декабря 2012 года был принят новый закон (№ 320) о деятельности полиции и статусе сотрудника полиции, который вступил в силу 5 марта 2013 года. Согласно новым положениям закона, полиция была организована в составе Генерального инспектората полиции, специализированных подразделений и территориальных подразделений, целью которых является защита основных прав и свобод человека посредством деятельности по поддержанию, обеспечению и восстановлению общественного порядка и безопасность, предотвращение, расследование и раскрытие преступлений и проступков.

## Основные задачи (обязанности) полиции

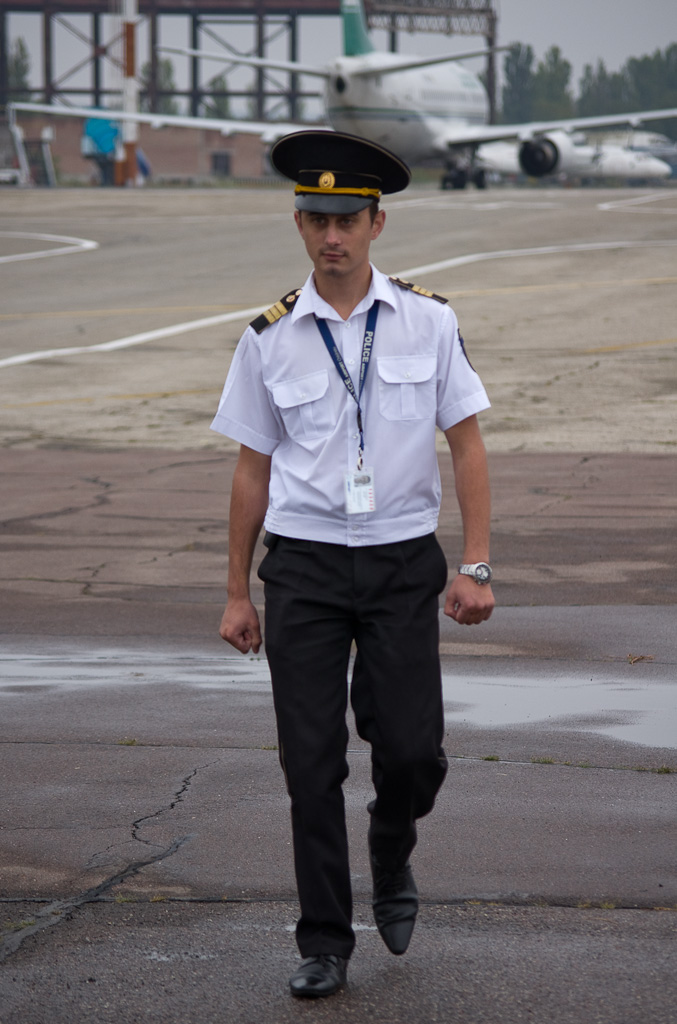
Полицейский

Согласно «Закону о полиции» от 18 декабря 1990 года основными задачами полиции являются:
1. Защита жизни, здоровья, чести, достоинства, прав, свобод, интересов и имущества граждан от преступных и иных противоправных посягательств;
2. Предотвращение и пресечение преступных и других правонарушений;
3. Обнаружение и раскрытие преступлений, розыск лиц, их совершивших;
4. Обеспечение общественной безопасности;
5. Оказание на условиях и в порядке, установленных настоящим Законом, помощи гражданам, государственным органам, а также предприятиям, учреждениям и организациям в защите их прав и реализации возложенных на них законом обязанностей.

Каждый сотрудник полиции на всей территории Республики Молдова, независимо от занимаемой должности, местонахождения, в любое время суток в случае обращения к нему граждан и должностных лиц с заявлением или сообщением о событиях, угрожающих личной и общественной безопасности, либо в случае непосредственного обнаружения таковых обязан:
1. Сообщить об этом в ближайший орган полиции;
2. До прибытия уполномоченных должностных лиц принять всевозможные меры к предотвращению и пресечению правонарушителя, спасению людей, оказанию нуждающимся первой помощи, установлению и задержанию лиц, совершивших правонарушения, выявлению свидетелей правонарушения, охране места происшествия.

## Права полиции
Для выполнения обязанностей каждый сотрудник полиции на всей территории Республики Молдова независимо от занимаемой должности, местонахождения, в любое время суток имеет право:
1. Требовать от граждан и должностных лиц прекращения правонарушения и действий, препятствующих осуществлению полномочий полиции;
2. Проверять у граждан и должностных лиц документы, удостоверяющие их личность;
3. Беспрепятственно использовать транспортные средства (кроме принадлежащих дипломатическим представителям) для доставления в лечебные учреждения граждан, нуждающихся в срочной медицинской помощи, преследования лиц, совершивших преступления и доставки их в полицию;
4. Беспрепятственно пользоваться средствами связи, принадлежащими предприятиям, учреждениям, организациям и гражданам, в случае крайней необходимости;
5. Задерживать до прибытия должностных лиц полиции либо доставлять в полицию или иное служебное помещение лиц, подозреваемых в совершении правонарушения;
6. Использовать другие права полиции (применение огнестрельного оружия, наручников, резиновых палок, средств связывания, слезоточивых и специальных окрашивающих веществ, средств для разрушения преград и принудительной остановки транспорта, служебных собак и других средств, состоящих на вооружении полиции, необходимых в этих целях).

Для выполнения задач полиции могут привлекаться и другие сотрудники органов внутренних дел, военнослужащие внутренних войск (карабинеры), курсанты и слушатели учебных заведений Министерства внутренних дел Молдовы. В этом случае на них распространяется правовой статус сотрудников полиции.

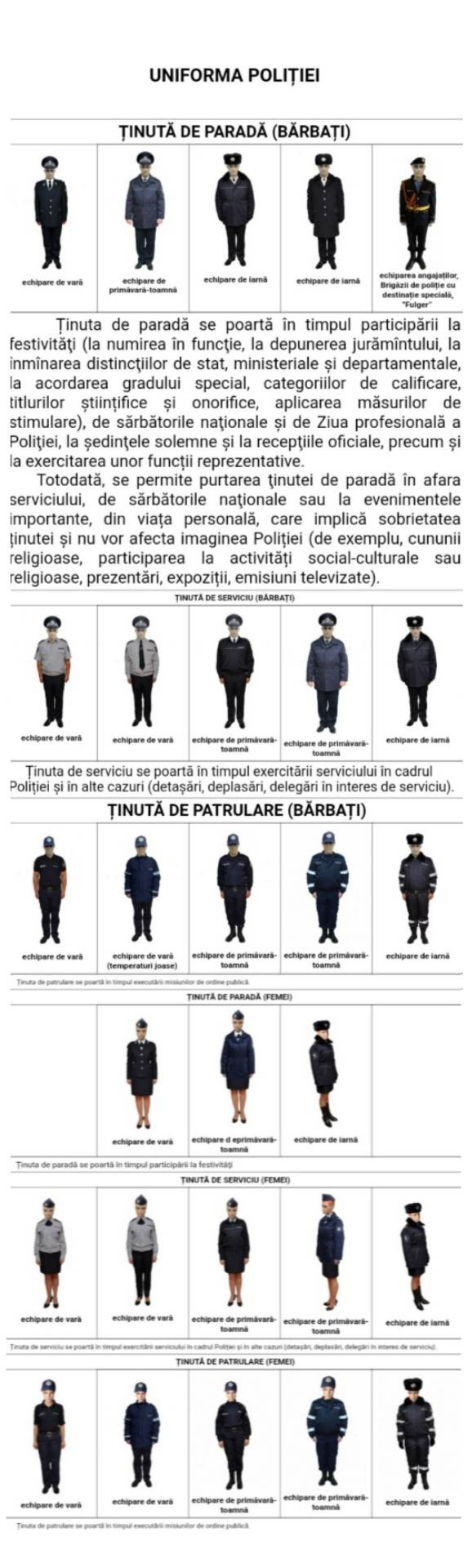
Формы Одежды Полиции МВД Республики Молдова

## Специализированные подразделения
- Национальная Следственный Инспекторат
- Национальный Инспекторат Общественной Безопасности
- Управление по Защите Свидетелей
- Бригада полиции специального назначения «Фулджер»
- Главное Управление Уголовных Преследованиях
- Технико-Криминологический Центр и Судебная Зкспертиза
- Управление Международного Полицейского Сотрудничества
- Управление Технического и Материального Снабжения
- Управление Взаимодействия Правосудия
- Кинологическое Управление